# Соллима, Джованни
Джованни Соллима (итал. Giovanni Sollima, 24 октября 1962, Палермо, Италия) — итальянский композитор и виолончелист.

## Биография
Родился в семье музыкантов, обучался игре на виолончели у Джованни Перьера, композиции у своего отца Элиодоро Соллима в консерватории Палермо, которую закончил с высшими наградами. Позже занимался с Антонио Янигро и Милко Келеменом в Штутгартской высшей музыкальной школе и в Моцартеуме в Зальцбурге. Выступал с Клаудио Аббадо, Джузеппе Синополи, Мартой Аргерих, Антонио Флорио и ансамблем старинной музыки I Turchini. Профессор Национальной академии Св. Цецилии в Риме.

## Творчество
Музыку Соллима относят к музыкальному минимализму. Сотрудничал с такими режиссёрами и хореографами, как Питер Гринуэй, Роберт Уилсон, Петер Штайн, Каролин Карлсон и др.